# Ináncs
Ináncs ist eine ungarische Gemeinde im Kreis Encs im Komitat Borsod-Abaúj-Zemplén.

## Geografische Lage
Ináncs liegt in Nordungarn, 29 Kilometer nordöstlich des Komitatssitzes Miskolc,
6 Kilometer südwestlich der Kreisstadt Encs, an den Flüssen Bársonyos und Bélus-patak. Nachbargemeinden sind Hernádszentandrás, Felsődobsza, Csobád, Léh, Rásonysápberencs und Detek.

## Geschichte
Im Jahr 1913 gab es in der damaligen Kleingemeinde 178 Häuser und 907 Einwohner auf einer Fläche von 1903 Katastraljochen. Sie gehörte zu dieser Zeit zum Bezirk Szikszó im Komitat Abaúj-Torna.

## Sehenswürdigkeiten
- Griechisch-katholische Kapelle Keresztelő Szent János születése
- Römisch-katholische Kirche Avilai Szent Teréz, erbaut 1774 im barocken Stil

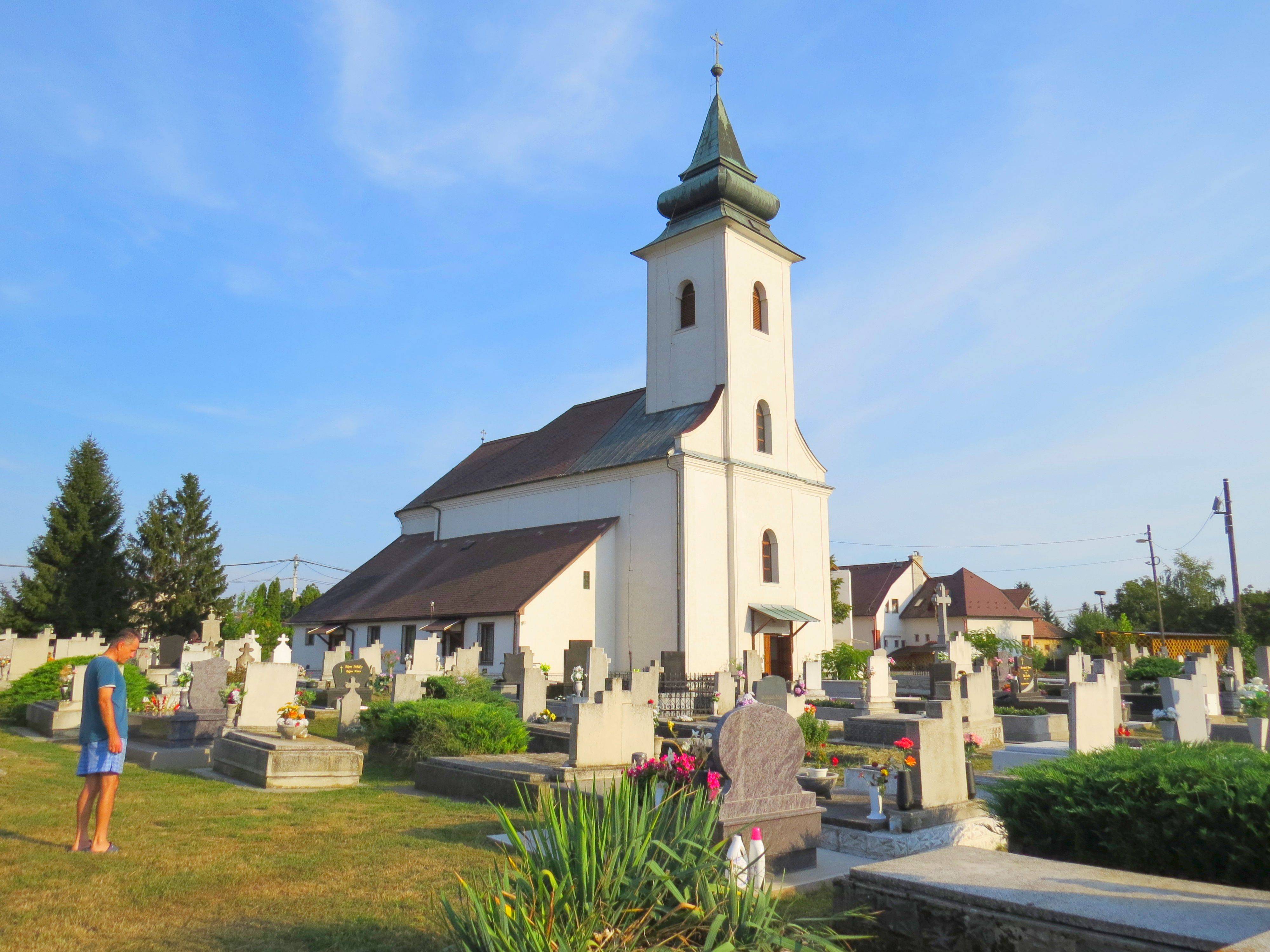
Röm.-kath. Kirche Avilai Szent Teréz
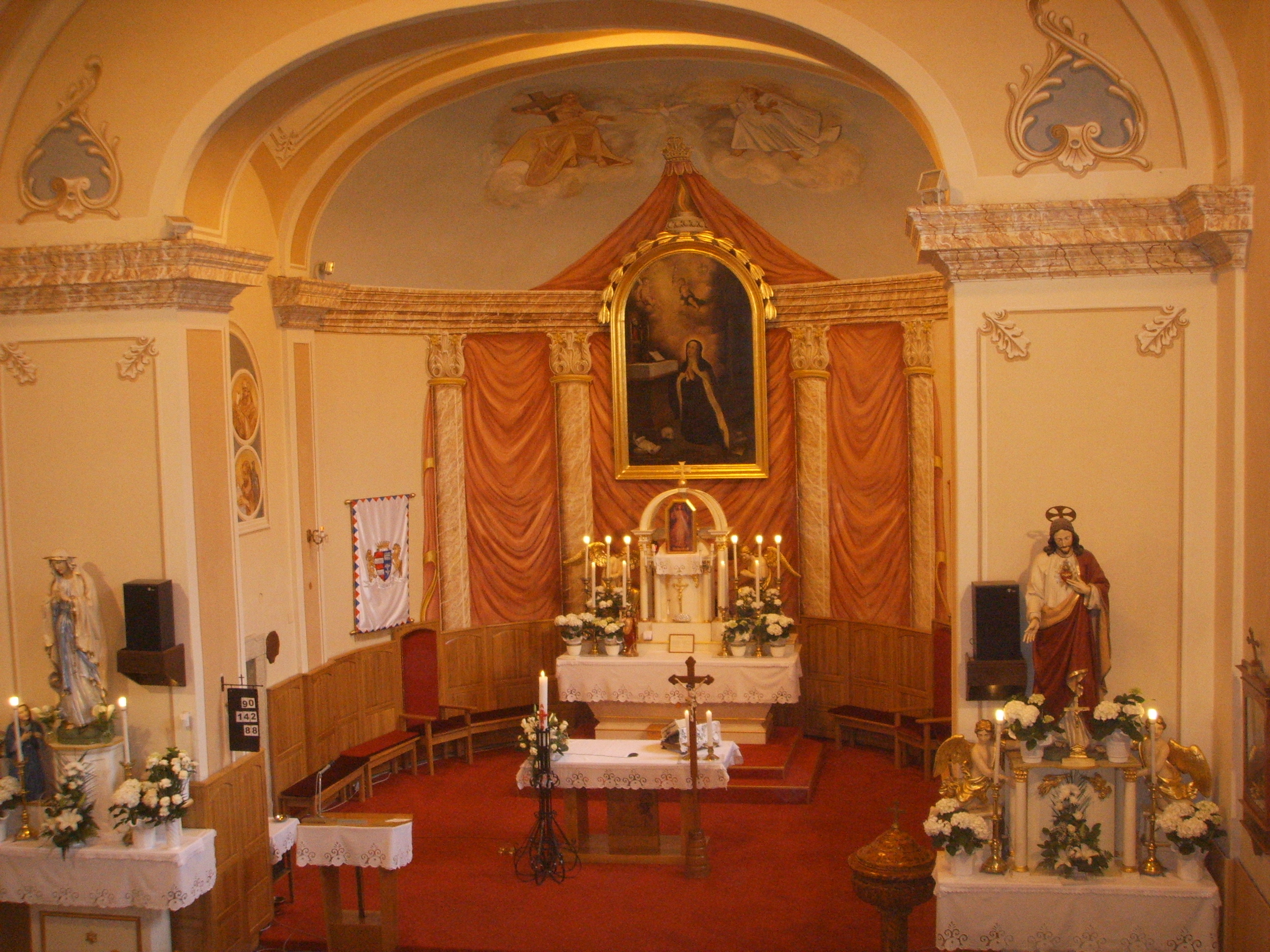
Innenraum der Kirche

## Verkehr
Durch Ináncs verläuft die Landstraße Nr. 3704. Die Gemeinde ist angebunden an die Eisenbahnstrecke von Miskolc nach Hidasnémeti.